# Thelypteris noveboracensis
Thélyptère de New York
Espèce
Thelypteris noveboracensis, appelée en français Thélyptère de New York, est une fougère de la famille des Thelypteridaceae originaire de l'est de l'Amérique du Nord.

## Description morphologique

### Appareil végétatif
Thelypteris noveboracensis est une fougère glabre, à rhizome rampant, qui possède des frondes bipennées à long pétiole. Les lobes des pinnules sont entiers, très légèrement enroulés vers la face inférieure.

### Appareil reproducteur
Les sores sont disposées sur la face inférieure, de part et d'autre de la nervure centrale.